# دينا الخنجي
دينا الخنجي (22 سبتمبر 1974 -)، ممثلة بحرينية.

## أعمالها[3]

### في التلفزيون
- الحيتان.
- حسن ونور السنا.
- تالي العمر.
- الخطر معهم.
- حامض حلو
- سهم الغدر.
- بيتنا الكبير.
- عويشه.
- جني وعطبه.
- مجاديف الأمل.
- عندما تغيب الحقيقة.
- ماكو فكة.
- لحظة ضعف.
- سوالف طفاش.
- الساكنات في قلوبنا - الجزء الثالث.

### في المسرح
- آمنة.
- مراهق في الخمسين - عروض البحرين.

## وصلات خارجية
- دينا الخنجي على موقع قاعدة بيانات الأفلام العربية